# Blue Pool

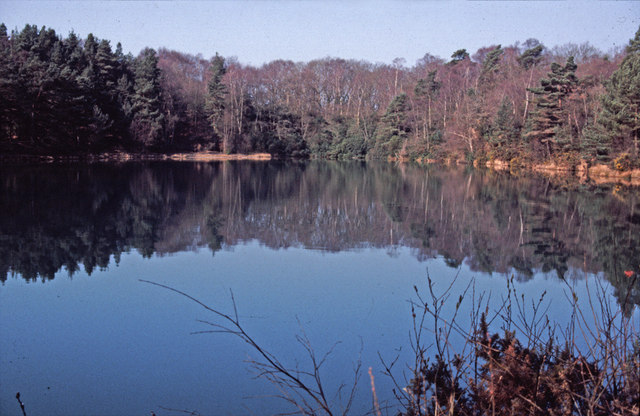
The Blue Pool, Furzebrook Estate

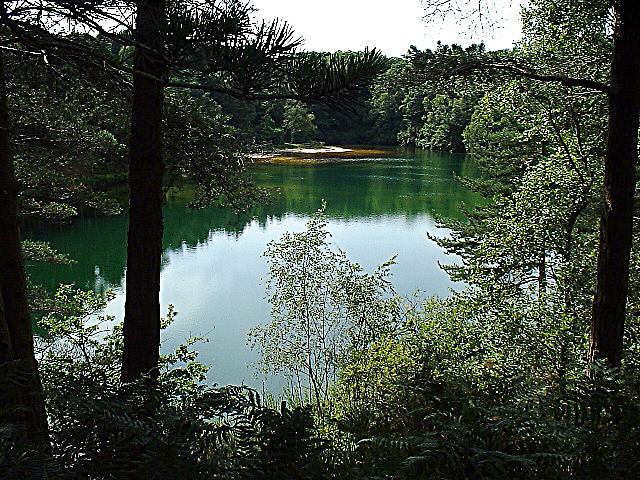
The Blue Pool

Der Blue Pool (das heißt der „Blaue Teich“) ist eine kleine geflutete ehemalige Tongrube auf der Halbinsel Isle of Purbeck in der Grafschaft Dorset im Süden von England. Er liegt in der Nähe des Dorfes Furzebrook innerhalb von Furzebrook Estate, einem 10 Hektar großen Park, der hauptsächlich aus Wald und Heidelandschaft besteht.
Furzebrook Estate und der Blue Pool liegen etwa 3 Kilometer südlich von Wareham und 5 Kilometer östlich von Corfe Castle.
Aus der Tongrube wurde seit um 1600 bis in die frühen 1900er Jahre Purbeck Ball Clay gewonnen. Purbeck Ball Clay wurde und wird für die Herstellung von feinen Keramikwaren verwendet, zum Beispiel für Tassen, Teekannen und Teller. Der Name „Blue“ kommt zustande, weil im Wasser aufgeschwemmte winzige Tonteilchen das einfallende Licht unterschiedlich brechen. Dies bringt verschiedene Farbtöne hervor, von trübem Grau über Grün, bis zu metallischem Blau oder Türkis.
Im Jahre 1935 wurde ein Kaffeehaus auf dem Gelände eröffnet. Es gibt auch ein Museum und ein Souvenirladen. Der Gutsbesitz wurde im Jahr 1985 zu einem Gebiet von besonderem wissenschaftlichen Interesse erklärt Site of Special Scientific Interest. Nun schützt auch das Gesetz den Lebensraum einer Vielzahl von seltenen Pflanzen und Tieren. Blue Pool ist jetzt eine beliebte Touristenattraktion, vor allem, weil es ein Ort des Friedens und der Ruhe ist. Blue Pool ist von fünfundzwanzig Hektar Heide umgeben. Heidekräuter (Erica) und Lungen-Enzian (Gentiana pneumonanthe) sind häufig in diesen Umgebung.
Rundum das Gebiet kreuzt sich ein Netzwerk von sandigen Wegen. Es gibt Stufen hinunter bis an den Rand des Pools. Es gibt auch Stufen auf einige Pfade rund um den Pool, aber es gibt auch eine völlig flache Strecke rund um den Pool, die für Rollstuhlfahrer geeignet ist.
Die üppige Bodenvegetation rund um den Pool wird vor allem von Kaninchen, Hasen und Dachsen, sowie Grauhörnchen bewohnt. Aber Besucher können auch das Glück haben, vor Ort die seltenen Vögel Provencegrasmücke (Sylvia undata) oder Ziegenmelker (Caprimulgus europaeus) zu sichten. Ebenfalls gibt es hier die seltenen Großlibellen (Anisoptera) und Tiere wie die grüne Zauneidechse (Lacerta agilis) und den Sikahirsch (Cervus nippon).